# Diecéze kostnická
Diecéze kostnická byla založena roku 585 díky činnosti mnišských misionářů Fridolína, Landolina, Trudperta a Havla v okolí Bodamského jezera. 

## Historie
Ve středověku byla Kostnice největší diecézí Svaté říše římské. Se stavbou kostnického minstru Panny Marie (katedrály) bylo započato roku 1054 a odehrávaly se v ní nejdůležitější momenty kostnického koncilu (1414–1418). V polovině 12. století bylo biskupství povýšeno na knížecí (německy Fürstbistum Konstanz) a stalo se církevním knížectvím Svaté říše římské. Po sekularizaci roku 1803 připadlo knížecí biskupství Bádensku, od roku 1821 bylo zrušeno a jeho území rozděleno mezi nově vzniklá biskupství freiburské a rottenburské, švýcarské části posléze k biskupství St. Gallen (zřízeno 1823).

## Galerie

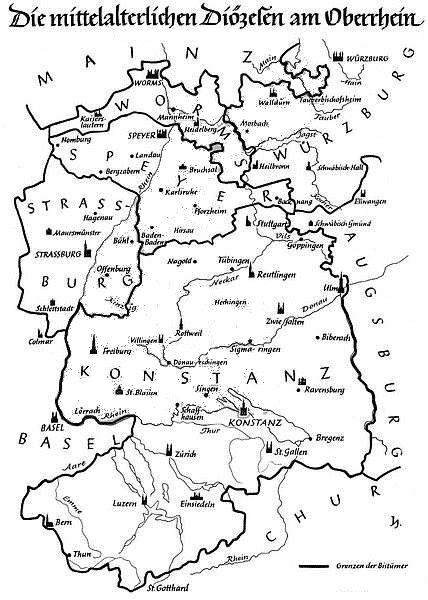
středověké diecéze v horním Porýní
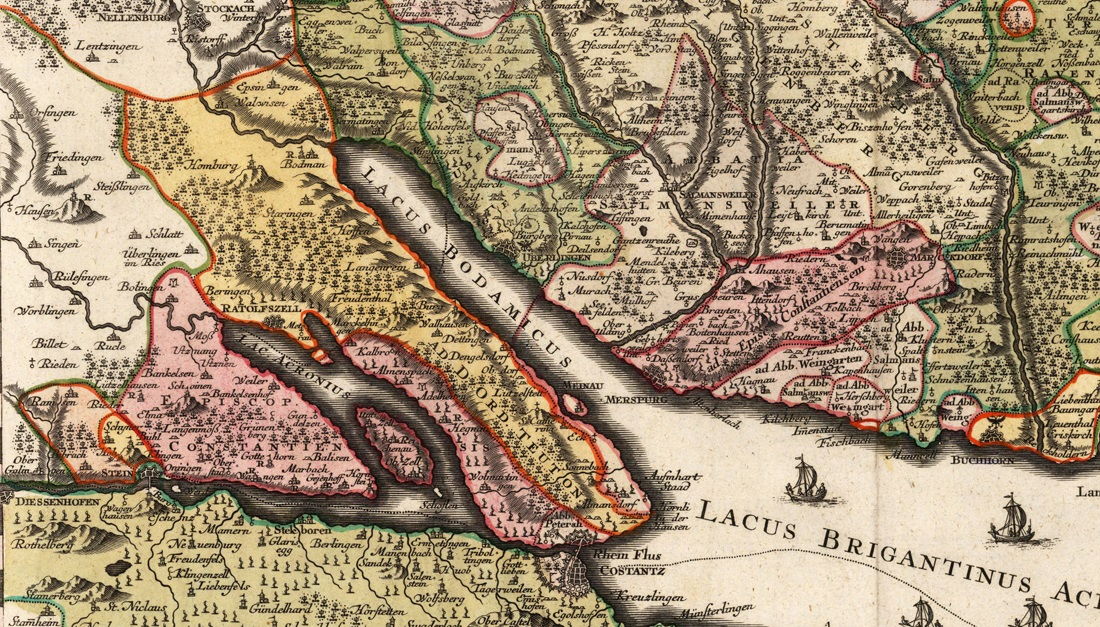
historická mapa z 18. století, Kostnické biskupství leží na západním konci Bodamského jezera
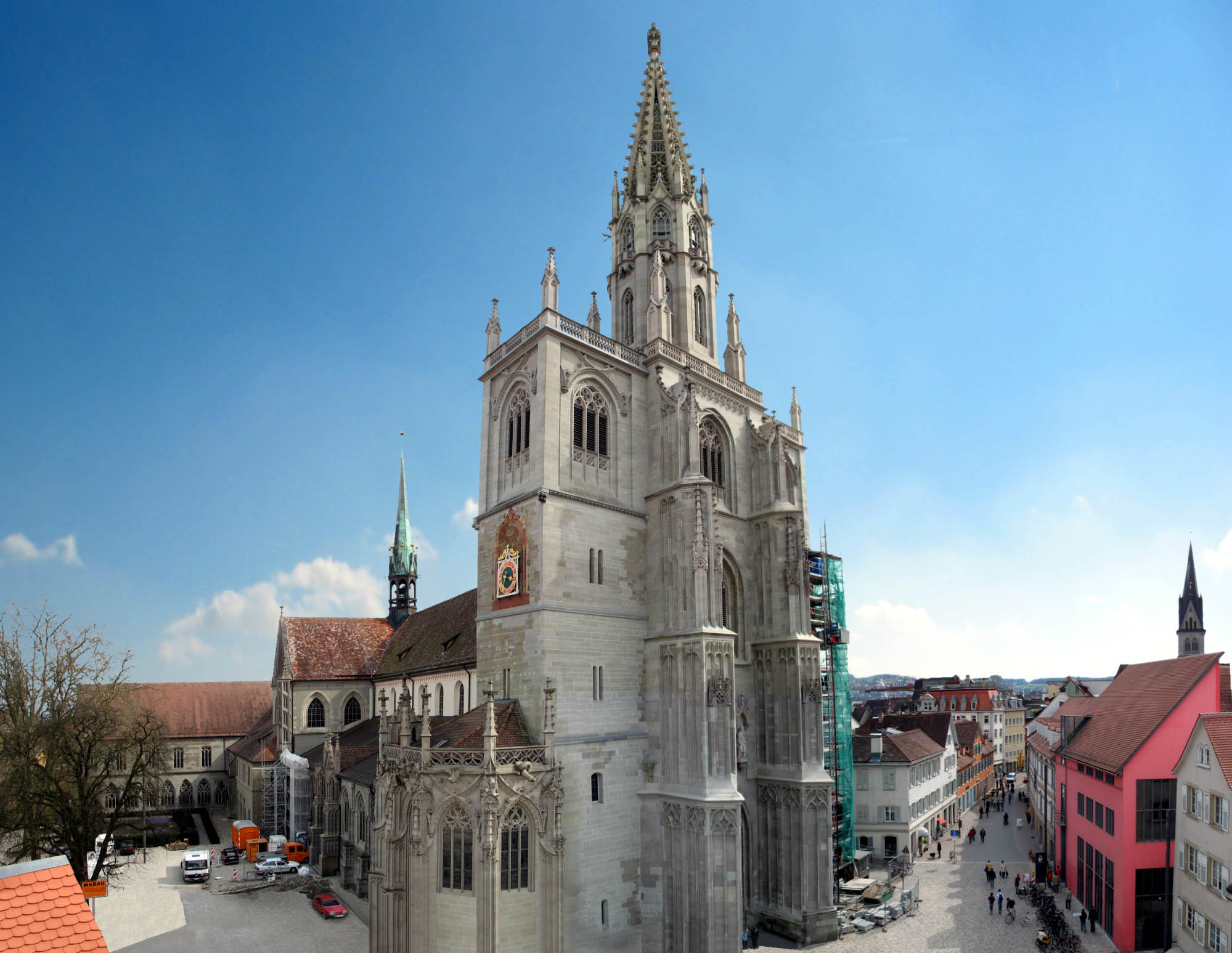
Kostnická katedrála
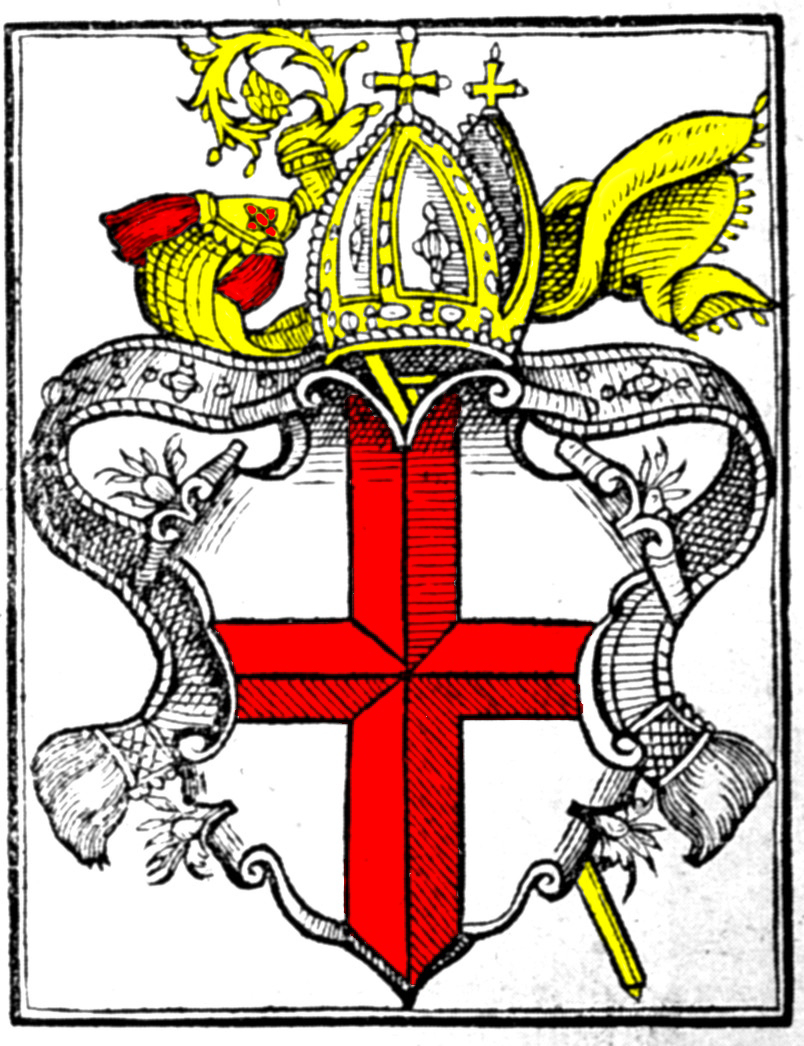
znak kostnické diecéze